# Charles Albanel
Charles Albanel (1613 o 1616 – 11 de gener de 1696) fou un missioner i sacerdot jesuïta francès que va explorar el Canadà. Era originari d'Alvernia. No se'n sap gaire d'abans la seva arriba a «Nova França».
L'agost de 1649, va arribar al país americà, a Tadoussac, en el temps en què la Companyia de la Badia de Hudson hi començava les operacions. Fou el cap d'una partida de francesos que va reclamar per a França la regió compresa entre el riu Saguenay, el llac Mistassini, i el riu Rupert fins a la Badia de Hudson. Posteriorment fou capturat pels anglesos el 1674 i deportat a Anglaterra. Interessava molt als anglesos van difondre rumors sobre la seva lleialtat als funcionaris de la colònia francesa. Va tornar al Canadà el 1676 i hi va servir a les missions de l'oest.
Va morir a Sault Sainte Marie l'11 de gener de 1696.